# ISO 15189
ISO 15189 est une norme internationale publiée par l'ISO en 2012 qui spécifie les exigences de qualité et de compétence propres aux laboratoires de biologie médicale (LBM). Son titre est « Laboratoire de biologie médicale. Exigences concernant la qualité et la compétence ».
Cette norme est spécifique aux LBM à la différence de la norme ISO/CEI 17025 (dont elle est dérivée) qui concerne tous les laboratoires d'étalonnages et d'essais. Le système de management de la qualité des laboratoires accrédités 15189 est fondé sur la norme ISO 9001:2008.
La version de décembre 2012 constitue une révision technique de la version précédente, de 2007.
Depuis le 15 octobre 2022, elle est à l'étape « 60.00 ». Cette évolution reprend une partie des éléments intégrés dans l'ISO 17025:2017, sans aller jusqu'à proposer explicitement la certification ISO 9001.

## Accréditation

### En France
En France, le Cofrac accrédite sur demande les laboratoires d'analyses de biologie médicales selon un référentiel qui leur est propre. Cette accréditation est une reconnaissance des compétences techniques. Dans le cadre de la nouvelle loi HPST, cette accréditation est devenue obligatoire. En 2013, tout laboratoire, public ou privé, devait démontrer qu'il avait entrepris une démarche d'accréditation et en 2016, tous les laboratoires publics ou privés de France devaient être accrédités ISO 15189 sur au moins 50 % des examens (70 % en 2018 et 100% en 2020). Par ailleurs, depuis 2011, un laboratoire de biologie médicale qui souhaiterait ouvrir ses portes ne pourra pas invoquer de délai et devra être accrédité à l'ouverture.

### En Belgique
C'est le BELAC (de Belgische Accreditatie-instelling) qui accrédite sur demande.

### Au Luxembourg
L'OLAS (Office Luxembourgeois d’Accréditation et de Surveillance) est l'unique organisme national d'accréditation conformément aux exigences du règlement (CE) n°765/2008 fixant les prescriptions relatives à l'accréditation et à la surveillance du marché pour la commercialisation des produits.